# Anthony Rowley
Pour les articles homonymes, voir Rowley.
Anthony Rowley, né le 1er mars 1952 à Paris et mort dans cette même ville le 26 octobre 2011 est un historien et éditeur français.

## Biographie
Docteur en histoire (1980), il a été maître de conférences à l'Institut d'études politiques de Paris, où il a notamment enseigné l'histoire contemporaine et l'histoire de la gastronomie. Anthony Rowley a occupé des fonctions éditoriales dans différentes maisons d'éditions, comme Perrin ou Fayard, où il fut l'éditeur de Nicolas Baverez, Jacques Marseille ou Michel Winock. Il fut également membre du comité scientifique de la maison de l'histoire de France.
Depuis 2016, Les Rendez-vous de l'histoire décernent un prix en sa mémoire récompensant « un ouvrage portant sur l’histoire de l’alimentation, et notamment tout ce qui touche aux plaisirs de la table en France et dans le monde ».

## Publications
- Histoire générale du XXe siècle en collaboration avec Bernard Droz
  - Jusqu'en 1949, Tome 1 : Déclins européens, Éd. du Seuil, 1986,  (ISBN 978-2020091022)
  - Jusqu'en 1949, Tome 2 : La Naissance du monde contemporain, Éd. du Seuil, 1987,  (ISBN 978-2020091039)
  - Depuis 1950, Tome 3 : Expansion et indépendances, 1950-1973, Éd. du Seuil, 1987,  (ISBN 978-2020098106)
  - Depuis 1950, Tome 4 : Crises et mutations de 1973 à nos jours, Éd. du Seuil, 1992,  (ISBN 978-2020146227)
- À table ! : La fête gastronomique, coll. « Découvertes Gallimard / Culture et société » (no 228), Éd. Gallimard, 1994,  (ISBN 978-2070532711)
- Histoire du continent européen, en collaboration avec Jean-Michel Gaillard, Éd. du Seuil, 1998, 576 p.,  (ISBN 978-2020232814)
- Book of kitchen, Éd. Flammarion, 2000, 208 p.,  (ISBN 978-2080136787)
- L'étiquette du vin, en collaboration avec Philippe Parès, Éd. Hachette, 2003, 192 p.,  (ISBN 978-2-0123-6206-2)
- Le Vin : Une histoire de goût, en collaboration avec Jean-Claude Ribaut, coll. « Découvertes Gallimard / Culture et société » (no 437), Éd. Gallimard, 2003, 160 p.,  (ISBN 978-2-0707-6559-1)
- Une histoire mondiale de la table, Éd. Odile Jacob, 2006,  (ISBN 978-2738116192)
- Et si on refaisait l’histoire ?, en collaboration avec Fabrice d'Almeida, Éd. Odile Jacob, 2009,  (ISBN 978-2-7381-2166-0)